# ナガオカトレーディング
1. 主力商品であるレコード針、その他同社製品

株式会社ナガオカトレーディング（Nagaoka Trading Co.,Ltd.）は、東京都渋谷区に本社があるオーディオ・ビジュアル関連アクセサリー販売会社。かつては旧・株式会社ナガオカの営業部門だった。
1990年（平成2年）の会社設立以降、現在までレコード針をはじめとしてオーディオ用アクセサリーの製品開発・販売を手掛けている。

## 会社データ
- 本社：〒151-0051　東京都渋谷区千駄ヶ谷4-3-2
- 設立：1990年（平成2年）9月
- 業務内容：オーディオ・ビジュアル関連アクセサリーの製品開発・販売委託業務

## 歴史

### 旧・株式会社ナガオカ

#### 会社設立
1940年（昭和15年）5月、東京都豊島区にて「長岡時計用部品製作所」として設立。主に時計用部品の製作を手掛ける。
その後、ダイヤモンドや精密部品の加工を手掛けるようになり、1950年（昭和25年）12月には社名を「長岡精機宝石工業株式会社」に改める。
この当時の主力製品は未だレコード針ではなく時計の水晶発振技術の提供（服部及びシチズン）及び製品供給であり、高度経済成長期になると国内の電力消費が飛躍的に増加し正確な電気メーターを必要とした結果、水晶加工技術の応用による正確な計測を可能とした電気メーターの内部部品生産を主力としていた。

#### レコード針の誕生
第二次世界大戦後の1950年代初頭、ナガオカは初めてサファイアレコード針の開発に成功する。ただし、この当時は一般向けには納入されておらず、未だアメリカ軍や、GHQ関係者など一部の特権階級に向けた高級品でしかなかった。
そのサファイアレコード針が一般向けに流通し始めるのは1958年（昭和33年）のことである。

#### レコード針の世界ブランドへ
1971年（昭和46年）には社名を「株式会社ナガオカ」に改め、1973年（昭和48年）になると、自社製のダイヤモンドを先端に取り付けたレコード針の製造を開始する。使用素材をこれまでのサファイアからダイヤモンドにすることで、音質の良さを最大限にまで引き出し、「音のナガオカ」として高品位ブランドの栄誉を手にするまでになる。同時にこのころからオーディオアクセサリーの製造・販売を開始する。
ナガオカのオーディオブランドであるジュエルトーン「宝石が奏でる音階」が発足するのはこの頃の事である。
この時ナガオカは、業績の数十%に匹敵する額を投じて日本中のレコード店及びオーディオショップにレコード針と自社製品の陳列用にデラックスなショーケースをイージーオーダーで配布していった。
小規模店舗から大規模な店舗まであらゆるタイプのショーケースを配布し他社製品の駆逐と自社ブランドの独占を実行に移していった。
これが図に当たり瞬く間に先駆者である企業が倒れていき、ナガオカの敵は存在しなくなった。
このパフォーマンスは創始者である、長岡栄太郎の持論である「他社は交換針を部品と考えているが、私は商品と考える」と言う言葉を具現化したといって良い。
そして1984年（昭和59年）5月には、ダイヤモンドレコード針の生産数が月産100万本を達成するまでになる。
同時に当時のオーディオ雑誌、FMファンやレコパル等に毎号1ページから2ページ分の広告を載せる様になり、TBSの土曜日夜8時に会社発足からの悲願であった冠スポンサーとしてマンダム・サントリー等と肩を並べてCMを全国に放映するようになる。
また、山形のFM放送権利を取得していた企業と言う事は余り知られていないが、当時は権利は持っていてもFM放送自体が企業に利益をもたらすと言う考えは無かった為、実際には放送事業そのものには着手していない。
この当時はNHK FMとFM東京の2社しか存在していなかった時代の事である。
その最中、ナガオカは世界的にも前例の無いリボン式カートリッジの開発に着手する。
リボン式とはカートリッジの内部構造を銅線では無く極薄の銅板を巻くと言う形状を持つカートリッジである。
基本技術は金箔を製造する過程における技術の応用と言われているが現在では失われた技術であり、ナガオカの関係者においてもその製造工程を完全に把握している者は少ないと言われている。
完成披露は晴海で行なわれていたオーディオフェアにおいて一般公開されかなりの反響であったと言う。
ただし、生産数と販売期間はきわめて短く生産完了の背景にはあまりにも生産コストが高すぎる事等から製品化された3モデル及び試作段階の2モデルを最後に生産及び販売を終了している。
早すぎた登場が悔やまれる製品であり、主要部品にボロンをいち早く取り入れていたがこれが裏目となった。
ボロンは現在でも加工が容易とは言えない硬質金属であり当時のカートリッジにおける採用はオーディオメーカーの大半が有効である素材と知りながら加工の難しさから回避していた現実がある。
カートリッジメーカーとして名高いortofonやSHURE等も採用を見送っていたのである。

#### レコード針の衰退、旧ナガオカの終焉とその後
1980年代中期になると、音楽メディアがアナログレコードからCDに取って代わられるとともに、ナガオカは主力のレコード針の販売が低迷。起死回生を狙うべく、CD用アクセサリー（CDクリーニング用スプレー、CDクリーニングクロス、12cm/8cmCDプラケースなど）も順次発売していくようになる。従来のカセットクリーニングキット（液体2本組）なども継続販売。またレーザーディスク（LD）部門にも参入しLD用アクセサリーも発売するも、売り上げは伸びず、この頃から、業績は不振を極めることになる。
1990年（平成2年）8月20日、旧ナガオカは業績悪化のため黒字清算。そして、自社でのレコード針の製造を打ち切るとともに、9月、会社を解散。これと同時に、旧ナガオカの営業・販売部門を新会社の株式会社ナガオカトレーディングに、製造部門を山形ナガオカ株式会社（現：株式会社ナガオカ）、株式会社ナガオカ精密にそれぞれ分散された。
ちなみに当時の人気深夜番組『カノッサの屈辱』（フジテレビ、1990年（平成2年）11月12日放送・第27回「狩猟から稲作へ 原始オーディオ文化の黎明」）において、ナガオカが登場している。
なお、旧ナガオカは赤字経営に転落する以前に企業保有の財産及び資本金等を損なう事無く解散の決議を役員会にて決定している。
役員会では存続派と解散派の間で激しい議論が戦われたが、代表取締役の判断により解散への舵を切った。
戦後から平成年間へ至る現在においても、負債を出さずに解散した極めて稀な企業であり、解散の為、役員及び全社員に全て退職金が支払われている。但し役員保有の株式等における買戻しに関しては事実上最低限の保証に留まった。異論もあったようであるが概ね解散に対する合意の中で取り決められたものであり資金確保の観点から株式保有役員及び関係者が譲歩した形と言える。
解散に至る直前までナガオカの社内では東芝技術陣とのコラボによる新型カラオケ装置の開発やハイスピードカセットダビング機能機器の開発とカラオケの専門ショップの経営等が話し合われており、VHS型ホームビデオ試作機器の製作及び富士カセット技術陣とのコラボによるビデオテープの試作も行なわれていた。
特にハイスピードカセットダビング装置に関してはダビングによる音質劣化を殆ど感じさせない製品であったが、著作権の定義が曖昧であった為、発売時期を逸した側面も存在している。
新型カラオケ装置やハイスピードダビング機器等は既に製品化目前であり、量産化前の最終機器を横浜等のスナック等に配布し最終試験を行なっている最中であった。
ナガオカと東芝の技術陣が試験を行なっていた最終モデルは当時の8トラック型カラオケでは無くカセットテープとCDによる製品であった。
ナガオカがカラオケショップへの進出を検討していたのは未だ第一興商等が世に出る遥か以前の事である。
ナガオカでは最終段階においても業績における可能性を模索しつつ事業展開の見直しを模索していたのである。
ナガオカの解散には何段階かのステップが存在し、解散への決定を役員会にて容認した最初の作業がジュエルトーン（ナガオカのオーディオブランド）の吸収であった。
ジュエルトーンは不採算部門ではなかったが既に解散を容認した時点で資本の集中を図り社員の生活と安全を考慮すべきとの判断から独立ブランドであったジュエルトーンはナガオカ製品となりロゴだけが残され解散に至るまで使用された。
同時に豊島区の大塚に存在した本社ビルの売却先の選定及び大月に存在した工場の処遇等綿密に計画された解散処理が粛々と実行されて行った。
特に本社ビルは都内において一等地と呼べる場所に存在しその売却先選定に細心の配慮を払った。
また、現在のナガオカトレーディングが供給している一部製品にもジュエルトーンのロゴが使用されている製品が存在していた（主にカートリッジ等）。2009年（平成21年）以降はナガオカのロゴになっている。

## 主な製品
現在の製品
- 各種レコード針・カートリッジ
- レコード盤、CDなどのクリーニング用品
- ベルトドライブ式レコードプレーヤー専用交換ベルト
- CDケース等のオーディオ用アクセサリー・補修用パーツ
- ステレオヘッドホン（ハイレゾ対応有線式密閉型）
- ステレオイヤホン（ハイレゾ対応有線式・Bluetooth搭載完全ワイヤレス式）

過去の製品
- コンパクトカセット

基本的に東京電化株式会社のOEMであるが2020年8月現在の時点において、CT-10、CT-20、CT-60、CT-90がCDショップを中心に販売されていたが、日本国内におけるカセットテープの需要低迷、およびOEM元のカセットテープの製造に必要な設備の老朽化や設備の更新停止などを理由に同年9月までにそのまま製造終了・出荷終了を経て、2021年末までに販売終了となった。過去にはジュエルトーンブランドとして発売されたことがある。なお、ジュエルトーンブランド時代のカセットテープは一貫して日本コロムビアのOEMだった。
- 音楽CDソフト

ヨーロッパ直輸入をうたった「Best of Soft Classics」というシリーズで、1000円の廉価版クラシック音楽のCDをシリーズ化して発売されたが、幽霊指揮者とされるアルフレート・ショルツ指揮ロンドン・フェスティバルオーケストラのブラームス『ハンガリー舞曲集』などが含まれていた。

## 関連会社
- 株式会社ナガオカ（本社：山形県東根市）
- 株式会社ナガオカ精密（本社：山梨県大月市）